# 十八項革新
十八項革新是指蔣經國於行政院長任內所頒佈的十項革新以及之後頒佈的八點「政治與社會革新」，合稱十八項革新，關於十項革新請參考十項革新的條目說明，在此列出八點「政治與社會革新」的內容： 
1. 要節約，不浪費。國民都應杜絕奢靡，培養社會善良風氣。
2. 不要漏稅，不要逃稅，要養成準時繳稅、如數繳稅的優良習慣。
3. 要遵守交通規則，幫助政府整頓交通規則，幫助政府整頓交通秩序。
4. 要尊重公共秩序，注意環境衛生。
5. 要守法，不行賄。
6. 凡有錢的人，要投資從事生產，不可投機擾亂社會。
7. 家家做到守望相助，人人都能互相照顧。
8. 大家要注意青少年犯罪，設法預防。

## 相關參見
- 十項革新